# Port lotniczy Pescara
Port lotniczy Pescara – port lotniczy położony 4 km od Pescary, w Abruzji, we Włoszech.

## Linie lotnicze i połączenia
| Linia Lotnicza | Kierunek |
| -------------- | --- |
| Luxair         | 1. Luksemburg |
| Ryanair        | 1. Mediolan-Bergamo 2. Bukareszt 3. Katania 4. Bruksela-Charleroi 5. Frankfurt-Hahn 6. Londyn-Stansted Sezonowo: 1. Alghero 2. Girona 3. Kraków 4. Malta 5. Memmingen 6. Praga 7. Trapani 8. Turyn 9. Warszawa-Modlin 10. Weeze |
| Wizz Air       | 1. Tirana |